# Meruserra
Meruserra (fl. XVII secolo a.C.) è stato un faraone della XV dinastia egizia.

## Biografia
Con questo sovrano la XV dinastia arriva, forse, al suo apice, al punto che basandosi sulla dispersione dei ritrovamenti di oggetti riferibili a questo re qualche storico ha parlato di impero hyksos.
Un coperchio di vaso proveniente dal Palazzo di Cnosso, a Creta, un frammento di vaso dalla capitale hittita, Bogazköi, un piccolo leone da Baghdad delineano quella che fu, probabilmente, più un'area d'influenza commerciale che un impero unitario.
Il ritrovamento a Gebelein di un blocco con incisi i cartigli di Meruserra conferma che, almeno per un certo tempo, il potere hyksos giungeva fino alle porte dell'Alto Egitto.
In un frammento di stele, proveniente da Avaris, il sovrano è rappresentato insieme al figlio primogenito Suserenra, con ogni probabilità lo Jannas manetoniano.
L'associazione con l'Apachnan delle liste manetoniane è stato sostenuto principalmente da Jürgen von Beckerath.

## Liste reali
| Giuseppe Flavio | anni di regno | Sesto Africano | anni di regno | Canone Reale          | Anni di regno | reperti              | altre fonti |
| Apachnan        | 36            | Pachnan        | 61            | illeggibile (n°10.16) | 40            | Meriuserra Yacob-her |             |

## Titolatura
| G5 |

| G5 |

|       |
| \| \| |
|       |
|       |

|  |

|       |
| \| \| |
|       |
|       |

|  |

| G16 |

| G16 |

|  |

| G8 |

| G8 |

|  |

| M23 · X1 | L2 · X1 |

| M23 · X1 | L2 · X1 |

| N5 | mr | wsr | D43 |

| N5 | mr | wsr | D43 |

| N5 | mr | wsr | D43 |

| N5 | mr | wsr | D43 |

| N5 | mr | wsr | D43 |

| N5 | mr | wsr | D43 |

| N5 | mr | wsr | D43 |

| N5 | mr | wsr | D43 |

| G39 | N5 |

| G39 | N5 |

| i | i | D36 · N29 | D58 | O4 · r |

| i | i | D36 · N29 | D58 | O4 · r |

| i | i | D36 · N29 | D58 | O4 · r |

| i | i | D36 · N29 | D58 | O4 · r |

| i | i | D36 · N29 | D58 | O4 · r |

| i | i | D36 · N29 | D58 | O4 · r |

| i | i | D36 · N29 | D58 | O4 · r |

| i | i | D36 · N29 | D58 | O4 · r |

Il nomen è stato rinvenuto anche nella forma
| i | i | p · N29 | G5 |

| i | i | p · N29 | G5 |

| i | i | p · N29 | G5 |

| i | i | p · N29 | G5 |

## Cronologia
| Periodo                    | Dinastia | Anni di regno                            |
| Secondo periodo intermedio | XV       | tra il 1640 a.C. - 1600 a.C. (± 50 anni) |

| Autore  | Anni di regno         |
| ------- | --------------------- |
| Redford | 1662 a.C. - 1653 a.C. |
| Franke  | 1602 a.C. - 1594 a.C. |

| predecessore: Seker-her | Governante di un paese straniero | successore: Suserenra |

| Dinastie contemporanee | Capitale |
| XVI                    | varie    |
| XVII                   | Tebe     |